# Myrtjärnen (Nordmalings socken, Ångermanland)
Myrtjärnen är en sjö i Nordmalings kommun i Ångermanland och ingår i Husåns huvudavrinningsområde. Sjön har en area på 0,0993 kvadratkilometer och ligger 196 meter över havet.

## Delavrinningsområde
Myrtjärnen ingår i det delavrinningsområde (706429-166149) som SMHI kallar för Utloppet av Yttre Lemesjön. Medelhöjden är 202 meter över havet och ytan är 34,08 kvadratkilometer. Räknas de 44 avrinningsområdena uppströms in blir den ackumulerade arean 272,46 kvadratkilometer. Avrinningsområdets utflöde Husån mynnar i havet. Avrinningsområdet består mestadels av skog (51 procent). Avrinningsområdet har 8,1 kvadratkilometer vattenytor vilket ger det en sjöprocent på 23,8 procent.